# محكمة العدل الأوروبية
محكمة العدل الأوروبية (بالإنجليزية:European Court of Justice ) ومركزها لوكسمبرج هي أعلى محكمة تتبع الاتحاد الأوروبي . ومهمتها طبقا للبند 19 ، شرط  1 ، نص  2  من دستور الاتحاد الأوروبي EUV : «رعاية الحقوق في عند إصدار المعاهدات وتنفيذها» ( بين الدول الأعضاء) . وتشكل المحكمة الأوروبية العليا إلى جانب محكمة الاتحاد الأوروبي ومحكمة الخدمة العامة في الاتحاد الأوروبي النظام القضائي للاتحاد الأوروبي، والنظام السياسي في الاتحاد الأوروبي والفصل القضائي فيها . ولا يصح الخلط بين المحكمة الأوروبية العليا والمحكمة الأوروبية العليا لحقوق الإنسان EGMR التابعة للمجلس الأوروبي .

## وظيفتها واختصاصاتها
صيغت مهام المحكمة الأوروبية العليا في المادة 19 لمعاهدة الاتحاد الأوروبي في البنود رقم 251 إلى رقم 281 وفي القانون العام للمحكمة الأوروبية العليا . ومن ضمنها بوجه خاص التوحيد بين تفسيرات القوانين في الاتحاد الأوروبي وفي المجلس الأوروبي للطاقة الذرية . وفي عام 1989 تقرر إنشاء المحكمة الأوروبية (كهيئة تحكيم أولية) لتخفيف العبء على المحكمة الأوروبية العليا (طبقا لمعاهدة لشبونة) .
ومنذ عام 2005 أنشئت محكمة الخدمة العامة كهيئة قضائية مختصة بالإضافة إلى المحكمة الأوروبية العليا للفصل في المنازعات بين الاتحاد الأوروبي والعاملين فيه . أما المحكمة الأوروبية العليا فهي أيضا المحكمة الأولى في تلقي الشكاوى من الهيئات العامة والهيئات القانونية كوسيلة قضائية تفصل في الأحكام الصادرة من المحكمة الأوروبية .
كما تنظر المحكمة الأوروبية العليا - بصرف النظر عن حالات خاصة - في دعاوي الدول الأعضاء ضد المفوضية الأوروبية في حالة الاستئناف .

## نظام القضايا
بالنسبة لأي قضايا المفوضية الأوروبية (مثل قضايا الإخلال بمادة من المعاهدة الأوروبية) ، أو قضايا مقدمة من مؤسسات في الاتحاد الأوروبي أو من إحدى دول الأعضاء، التي لا توجه إلى المفوضية الأوروبية، وكذلك تكون مختصة بالنسبة إلى قضايا التحكيم المبدئي .
- قضايا مخالفة المعاهدة الأوروبية (طبقا للمادة 258 لمعاهدة الاتحاد الأوروبي) : يمكن للمفوضية الأوروبية تقديم دعوى ضد أحد الدول الأعضاء أمام المحكمة الأوروبية العليا. في تلك الحالة تدرس المحكمة الأوروبية العليا عما إذا كانت إحدى الدول الأعضاء تخالف مادة من مواد المعاهدة في قوانينها أو في تنفيذها .

يقدم نص الاتهام إلى المحكمة الأوروبية العليا وينشر في الصحيفة الرسمية للاتحاد الأوروبي، وتقدم إلى الدولة المشكو منها . وبحسب القضية قد تقوم المحكمة بجمع إثباتات القضية وتجري جلسة شفهية مع ممثلي الدولة المشكو منها . ثم يقوم المدعي العام الأوروبي بتقديم الإدعاء النهائي، ويقوم باقتراح حكم، لا تكون المحكمة الأوروية العليا مرتبطة به . وطبقا للمادة 259 لمعاهدة الاتحاد الأوروبي فيمكن أن تقاضي إحدى دول الاتحاد دولة أخرى أمام المحكمة الأوروبية العليا (بعد اللجوء أولاً بشكوى مبدئية أمام المفوضية، طبقا للمادة 259 ، بند 2 إلى بند 4 من معاهدة الاتحاد ) .
- قضايا التحكيم المبدئي (طبقا للمادة 267 من معاهدة الاتحاد الأوروبي):

(يتبع)

## مشكلةالمجر2012
في مارس وأبريل من عام 2012 فحصت المفوضية الأوروبية تعديلات جديدة أجرتها الحكومة المنتخبة الجديدة في المجر (نتج عن الانتخابات في المجر عام 2012 تشكيل حكومة جديدة من الأحزاب اليمينية) ، تعديلات على قانونين يختص أحدهما باستقلال القضاء والآخر باستقلال الوزير المختص بالمحافظة على سرية البيانات الشخصية للمواطنين . ورأت المفوضية في هذين القانونين الجديدين تقليصا لاستقلال القضاء في المجر، وكذلك تقليصا لعمل وزارة المحافظة على سرية البيانات الشخصية للمواطنين في المجر. فتوجهت المفوضية الأوروبية إلى الحكومة المجرية وسردت إليها المخالفات في تشريعها في هذين الأمرين وطلبت منها تعديل هاذين القانونين بحيث يتمشيا مع القوانين الأساسية المتفق عليها بين جميع أعضاء الاتحاد الأوروبي .
حتى نهاية أبريل 2012 لم تُبدي حكومة المجر عزمها على تغيير ذلك القانونين، الشيء الذي اضطر المفوضية الأوروبية إلى رفع تلك المحالفات إلى المحكمة الأوروبية العليا للبتّ في شأن الحكومة المجرية الجديدة، وقد تقع عقوبات مادية على المجر في هذا الشأن حتى تغيير تلك القوانين المخالفة لقوانين الاتحاد الأوروبي.

## اقرأ أيضا
- المفوضية الأوروبية
- المحكمة الدستورية العليا المصرية
- المحكمة الدستورية العليا القطرية
- ديموقراطية
- حكومة
- المحكمة الدستورية الألمانية